# Kleine Zwerg-Schwertlilie
Kleine Zwerg-Schwertlilie (Iris histrioides) ist eine Pflanzenart aus der Gattung der Schwertlilien (Iris) innerhalb der Familie der Schwertliliengewächse (Iridaceae). 

## Merkmale
Es ist eine ausdauernde krautige Pflanze, die Zwiebeln als Überdauerungsorgane bildet. Die Blätter erscheinen erst nach den Blüten. Sie ist anfangs 10 bis 20, mit den Blättern später bis 50 Zentimeter hoch. Die Blüten sind blau oder violettblau. Die Hängeblätter sind waagerecht, die Platte ist fast kreisrund, der Mittelstreifen ist gelb. Am Grund ist ein weißer, blaugepunkteter und geaderter Fleck vorhanden, der vom Nagel durch eine deutliche Bucht abgesetzt ist. Die Domblätter sind aufrecht. Die beiden Hochblätter sind dünn und papierartig, ihre Quernerven sind deutlich erkennbar.
Blütezeit ist von März bis April.
Die Chromosomenzahl beträgt 2n = 16.

## Verbreitung
Die Heimat der Iris histrioides sind Berghänge und offene Koniferenwälder in der Nord-Türkei.

## Systematik
Synonyme für den Artnamen sind: Iris reticulata Bieb. var. histrioides G.F.Wilson und Iridodictyum histrioides (G.F.Wilson) Nothdurft.